# Lista Królewskich Jachtów Zjednoczonego Królestwa
To lista Królewskich Jachtów Zjednoczonego Królestwa.
Razem istniało 83 Jachty Królewskie od czasów restauracji monarchii przez Karola II Stuarta w 1660 roku. Karol II posiadał 25 Jachtów Królewskich, a pięć z nich było jednocześnie w użyciu w 1831 roku.
Czasem statki handlowe albo okręty były czarterowane albo przydzielane w specjalnych okolicznościach jako tymczasowe Jachty Królewskie. Na przykład pancernik HMS "Vanguard" w roku 1947 był tymczasowym Jachtem Królewskim. Obecnie nie ma brytyjskich Jachtów Królewskich.

## Okręty
- "Mary"
- "Jamie"
- "Fubbs"
- "Bezan" XVII wiek
- "Royal Sovereign" (1804-?)
- "Royal George" (1817-1842)
- "Victoria and Albert" (1843-1855)
- "Fairy" (1844-?)
- "Elfin" (1848-1901)
- "Victoria and Albert" (ii) (1855-1900)
- "Alberta" (1863-?)
- "Osborne" (1868-?)
- Victoria and Albert (III) (1901-1939)
- "Alexandra" (1908-1925)
- "Britannia" (1954-1997)